# Odwilż

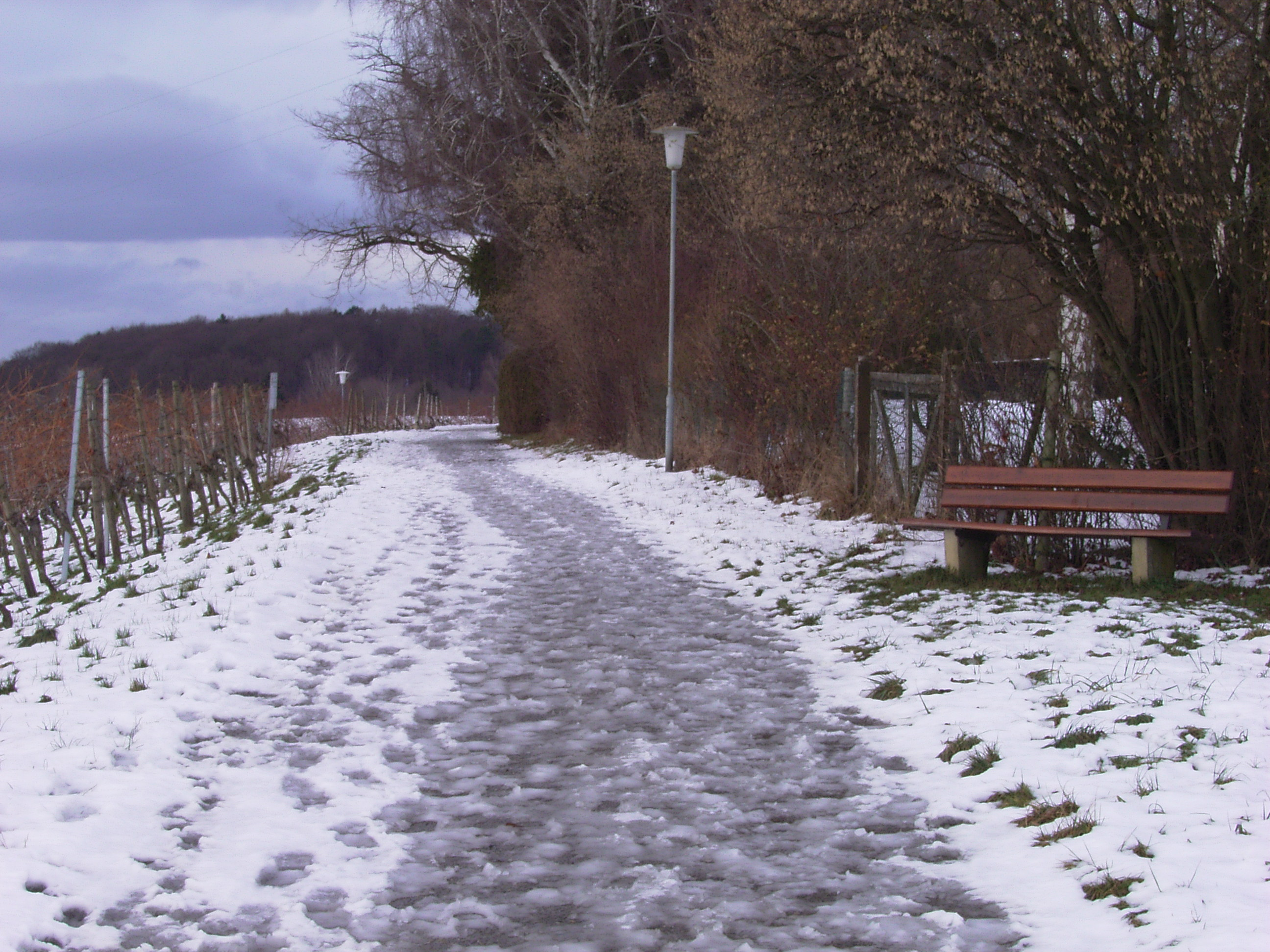
Odwilż

Odwilż – okres ocieplenia przychodzący po okresie zamarzania. Skala czasowa odwilży zależy od rozważanych procesów klimatycznych i może trwać od kilku dni do tysięcy lat.

## Średnie szerokości geograficzne

### Klimatologia
Każdego roku około 50 milionów kilometrów kwadratowych ziemi na półkuli północnej przechodzi przez fazę odwilży. Zmiana momentu wystąpienia wiosennej odwilży wpływa na roczną średnią ilość wymiany dwutlenku węgla z otoczeniem poprzez długość produkcji pierwotnej W średnich szerokościach geograficznych odwilż związana jest z przyjściem wiosny, kiedy topnieją śnieg i lód, następuje odmarzanie lądu i ruszają rzeki uprzednio skute lodem. Zjawisko powoduje zmiany w wymianie energii, wymianie gazów śladowych, w powierzchniowych warunkach meteorologicznych i w aktywności hydrologicznej.

### Wiatry fenowe
W Tatrach odwilż jest często związana z wiatrem halnym.

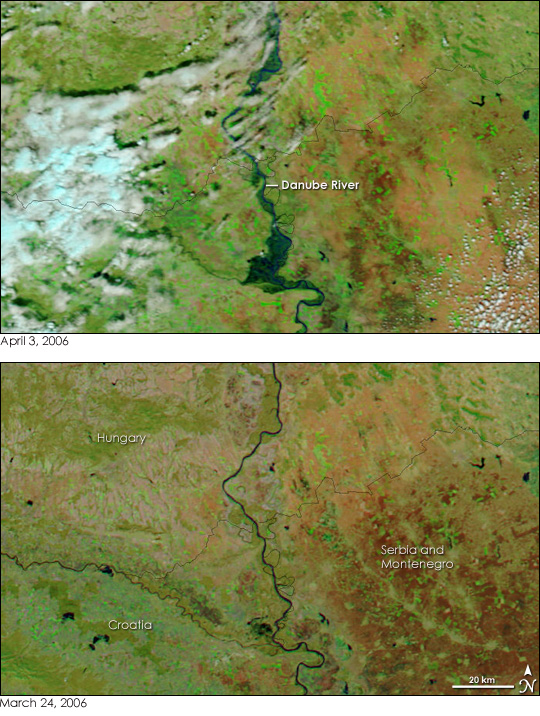
Powódź na rzece Dunaj (Węgry i Chorwacja) spowodowana wiosennym topnieniem śniegu i gwałtownymi opadami. Górny rysunek pokazuje sytuację 3 kwietnia 2006, a dolny ten sam obszar ale 24 marca, 2006. Na zdjęciu woda jest w kolorach czarnych i niebieskich. Źródło: NASA, Zespół Szybkiego Reagowania (dane z MODIS).

### Powodzie
Gwałtowna odwilż na początku wiosny, zwłaszcza przy dużych opadach śniegu w zimie i połączona z opadami deszczu, jest częstą przyczyną powodzi w średnich szerokościach geograficznych, m.in. w Europie Centralnej. Za tego typu scenariusz odpowiadają dwa czynniki związane ze śniegiem – ilość śniegu (wyrażana w jednostkach ciekłej wody) oraz szybkość topnienia. Dramatyczną powodzią związaną z wiosenną odwilżą i topnieniem śniegu była powódź w marcu i kwietniu 1997 w stanie Dakota Północna (USA) oraz w kanadyjskiej prowincji Manitoba. Wylała wtedy rzeka Red River.
Innym mechanizmem powodziowym związanym z odwilżą jest akumulacja i blokada lodu na rzekach. Np. w Polsce i Niemczech ten mechanizm jest związany z sytuacją, w której odwilż następuje najpierw na południu i płynący lód napotyka przeszkodę w północnej części rzeki, jeszcze zamarzniętej. Część powodzi w Europie Centralnej w okresie wiosny związana jest z niżem genueńskim typu Vb (ang. Genoa cyclone type Vb; według W.J. van Bebbera) znad Morza Śródziemnego przynoszącym ciepłe i wilgotne powietrze.

## Pustynie polarne i lód morski
W obszarach biegunowych i podbiegunowych odwilż jest terminem związanym z cyklem zamarzania i ocieplenia (odmarzania, ang. freeze-thaw). Na podstawie badań paleoklimatycznych ocenia się, że około 1/3 powierzchni ziemi była pod wpływem procesów odmarzania i zamarzania. Proces rozmrażania i zamarzania związany jest z pustyniami obszarów biegunowych – o powierzchni wynoszącej około 5 milionów kilometrów kwadratowych – gdzie temperatura nie przekracza latem 10 °C, opady wynoszą mniej niż 2,5cm rocznie, a ląd pokryty jest żwirem. Przykładem pustyni polarnej są McMurdo Dry Valleys. Na obszarze Alaski czy Syberii, gdzie znajduje się wieczna zmarzlina, odwilż pojawia się krótko latem i powoduje topnienie tylko wyższych warstw gruntu, powodując krótkotrwałe powstawanie bagien.
W Arktyce warstwa śniegu zaczyna się topić w lecie (późny maj, wczesny czerwiec). Powstają wtedy małe baseny wody. Woda pochłania więcej promieniowania słonecznego niż śnieg i ocieplenie powoduje powstawanie dziury odwilżowej; często najgłębszego miejsca w topniejącym śniegu i lodzie.

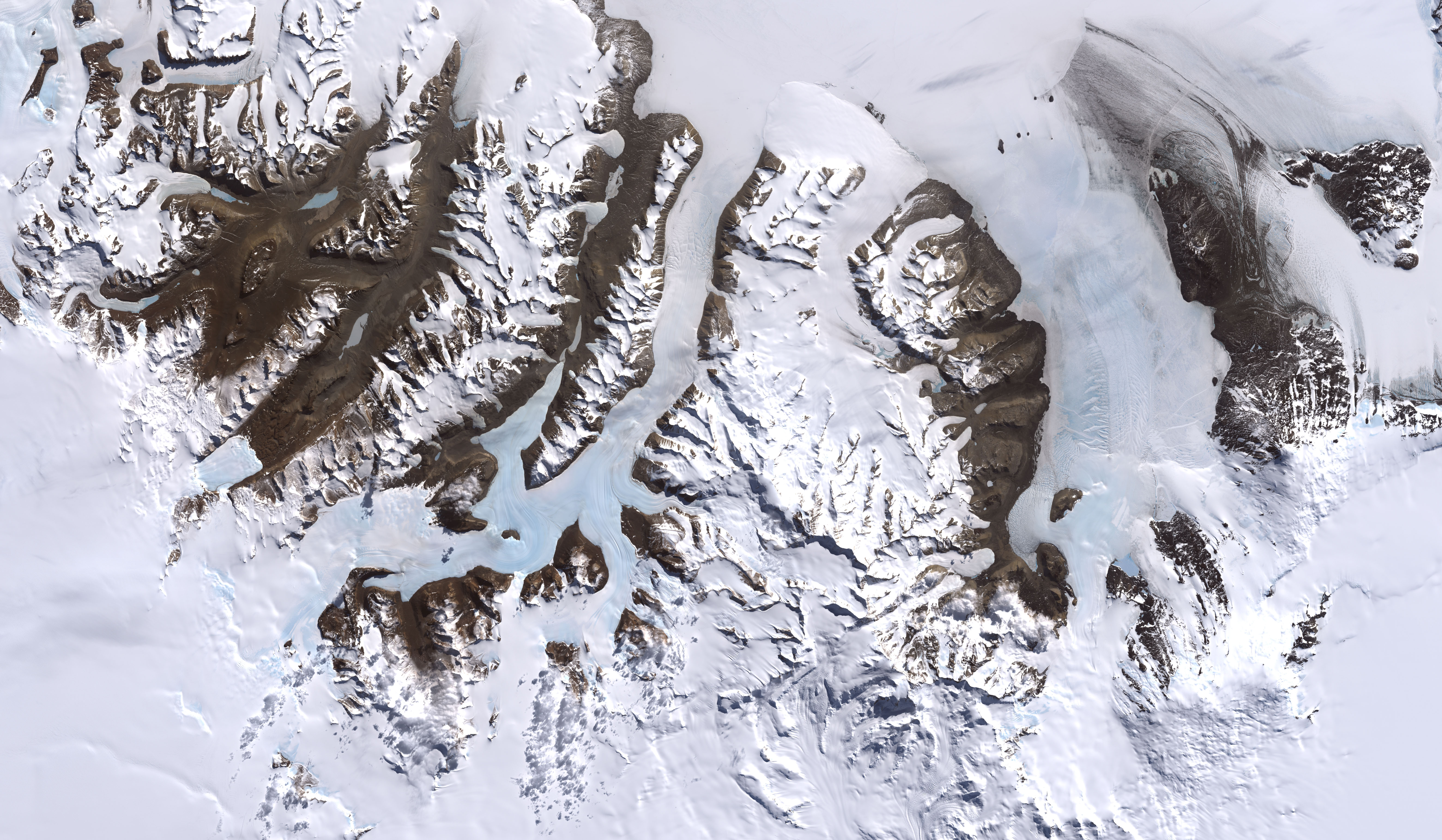
Suche doliny McMurdo, zdjęcie Landsat 7 zrobione 18 grudnia 1999

## Klimat alpejski
W obszarach górskich lodowców tworzą się warunki peryglacjalne (ang. periglacial conditions, patrz też ang. active layer). Cykl odwilży (odmarzania) i zamarzania jest odpowiedzialny za nieregularne formy terenu, ponieważ lód wywiera olbrzymie siły na otaczające go skały.

## Przykładowe procesy geologiczne i biologiczne
- Deserado River (Rio Deserado) w argentyńskiej prowincji Santa Cruz jest rzeką powstającą z (sezonowego) odmarzania lodowca.
- Z odwilżą związane jest też sezonowe powstawanie jezior. Np. Cobbs Lake Creek w kanadyjskim wschodnim Ontario tworzy się w czasie wiosennej odwilży. Przy tym jeziorze w czasie migracji zatrzymuje się bernikla kanadyjska.
- W Norwegii lemingi (Lemmus lemmus) spędzają zimę pod śniegiem, ale wraz z przyjściem odwilży na wiosnę zmuszone są migrować do wyżej położonych obszarów.

## Wydarzenia historyczne
Niektóre historyczne wydarzenia meteorologiczne związane są z odwilżą.
- W czasie bitwy nad Berezyną rozegranej w dniach 25 listopada do 29 listopada 1812 roku nagła odwilż spowodowała załamanie się kry lodowej i wylanie rzeki.
- Ofensywa Wisła-Odra Armii Czerwonej zatrzymała się na Odrze 31 stycznia 1945 roku ze względu na problemy logistyczne, m.in. związane z odwilżą.

## Meteorologiczne procesy determinujące odwilż
Zjawisko odwilży na wiosnę związane jest ze wzrastającą ilością promieniowania słonecznego do ziemi w średnich i polarnych szerokościach geograficznych. Mimo że zmiana ta następuje dość powoli, bo przez 3 miesiące zimy, to odwilż może nastąpić całkiem gwałtownie. Dzieje się tak dlatego, że ogólna cyrkulacja atmosfery przechodzi zmianę z cyrkulacji "typowo" zimowej na "typowo" letnią. Ogólnie mówiąc, cyrkulacja atmosfery jest związana ze sposobem wymiany ciepła pomiędzy obszarami tropikalnymi i szerokościami umiarkowanymi (musi być bardziej lub mniej efektywna). W zimie różnica temperatury pomiędzy tymi szerokościami jest większa niż w lecie i to wymusza zmianę cyrkulacji. Natomiast wiosną i jesienią następuje przejście pomiędzy tymi dwoma stabilnymi sytuacjami – czasami "wybierana" jest cyrkulacja zimowa, a czasami letnia. Dlatego powiedzenia "Kwiecień plecień, wciąż przeplata – trochę zimy, trochę lata" lub "W marcu jak w garncu (ciągle się przeplata – trochę zimy, trochę lata)" zawierają dużo prawdy i opisują cykle odwilżowe (zmiany pomiędzy typem cyrkulacji) obserwowane na wiosnę. Zjawisko odwilży (zwłaszcza przejściowej) jest analogiczne do zjawiska babiego lata występującego jesienią, w czasie przejścia z jesieni do zimy. Tę analogię opisuje dobrze jesienne przysłowie "Miesiąc październik – marca obraz wierny".
Odwilż jest też determinowana przez lokalne lub regionalne procesy, np. przez wiatry fenowe (halny) lub przez sytuację synoptyczną – np. tor (drogę) niżu.

## Zmiany klimatu
Na początku XXI wieku odwilż (odmarzanie) jest rozważana w kategoriach zmian klimatu. Naukowcy alarmują, że olbrzymie obszary zachodniej Syberii są poddane zjawisku rozmrażania (odwilży) po raz pierwszy od 11 tysięcy lat. Związane jest to ze zmianą temperatury zachodniej Syberii o 3 °C przez 40 lat (pod koniec 20 wieku).

## Okresy odwilży w Polsce
Dla obszaru Polski wyróżnia się trzy okresy zimowych odwilży pojawiające się z największą częstotliwością.
Występują one w trzeciej dekadzie grudnia (tzw. odwilż bożonarodzeniowa), trzeciej dekadzie stycznia oraz pierwszej dekadzie lutego.